# نعناع داهوري
نعناع داهوري (الاسم العلمي:Mentha dahurica) (بالإنجليزية: Dahurian thyme)‏ هو نوع من النباتات يتبع جنس النعناع من الفصيلة الشفوية.